# Giovanni Valetti
Giovanni Valetti (nacido el 22 de septiembre de 1913 en Vinovo, provincia de Turín - fallecido el 28 de mayo de 1998) fue un ciclista italiano, profesional durante los años 1930.

## Biografía
Consiguió ganar por dos veces el Giro de Italia, de forma consecutiva en los años 1938 y 1939. Anteriormente, había sido 2.º en 1937 y 5.º en 1936. El comienzo de la Segunda Guerra Mundial significó el final de su carrera deportiva.

## Palmarés
1933
- Giro de Lazio

1936
- Gran Premio del Frejus

1937
- 2.º en el Giro de Italia, más 1 etapa

1938
- Vuelta a Suiza, más 2 etapas
- Giro de Italia , más clasificación de la montaña  y 3 etapas

1939
- Giro de Italia , más 4 etapas
- Giro de la Provincia de Milán (con Cino Cinelli)

## Resultados en las grandes vueltas
| Carrera         | 1935 | 1936 | 1937 | 1938 | 1939 | 1940 |
| --------------- | ---- | ---- | ---- | ---- | ---- | ---- |
| Giro de Italia  | -    | 5º   | 2.º  | 1.º  | 1.º  | 17.º |
| Tour de Francia | -    | -    | -    | -    | -    | X    |
| Vuelta a España | -    | -    | X    | X    | X    | X    |